# Henry Defreyn
Henry Defreyn (ou Henri Defreyn) est un acteur et chanteur (baryton Martin) d'origine belge, né le 29 novembre 1878 à Bruxelles (Belgique) et mort le 10 décembre 1948 à Paris 8e.

## Théâtre musical
- 1918 : Daphnis et Chloé : Daphnis
- 1919 : Rapatipatoum : Fortuné, duc des Quatre Saisons
- 1919 : La Liaison dangereuse : le Prince Idoine
- 1920 : Flup ! : le Duc Raymond de Florigny
- 1921 : Nelly : Roger d'Herblay
- 1921 : La Dame en rose : Lucien Garidel
- 1921 : La Petite Fonctionnaire : le Vicomte de Samblin
- 1923 : Ciboulette : Antonin
- 1924 : Gosse de riche de Maurice Yvain : André Sartène
- 1925 : Les Amants légitimes
- 1925 : Pouche : Bridier
- 1925 : Rêve de valse d'Oscar Straus
- 1925 : Bouche à bouche : Bernard Crouzet[2]
- 1926 : À Paris tous les deux : Valentin - Henry Jasmin

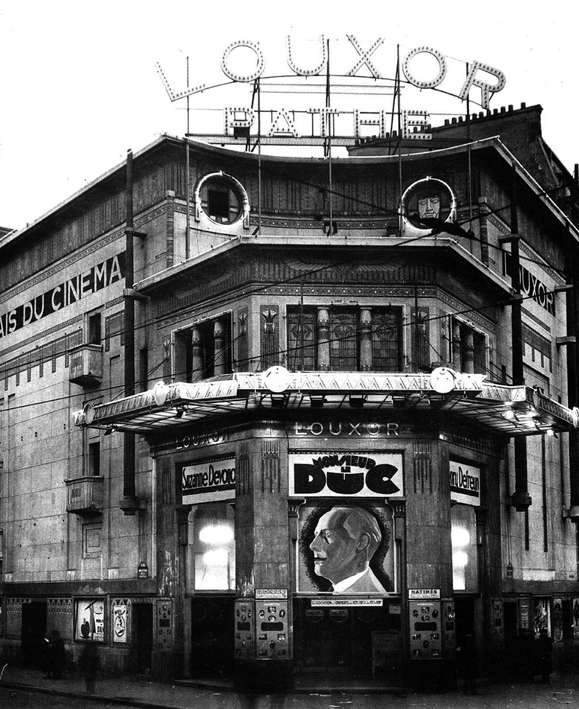
Monsieur le Duc à l’affiche du cinéma Le Louxor à Paris : « [Hen]ry Defreyn » est mentionné à droite du titre.

- 1926 : Les Bleus de l'amour : Gaspard de Phalènes
- 1926 : Le Temps d'aimer
- 1928 : Une nuit au Louvre : André Bouchard
- 1929 : Le Renard chez les poules : Raymond Pourville
- 1932 : Mon amant ! : Julien de Château Fronsac
- 1932 : Carabas et Cie : le Marquis de Carabas
- 1935 : Le groom s'en chargera  : Jules Audincourt, député
- 1937 : Ma petite amie : Fernand Richard

## Filmographie
- 1930 : Monsieur le duc de Jean de Limur
- 1936 : L'Appel du silence de Léon Poirier
- 1937 : Sœurs d'armes de Léon Poirier